# El encuentro de Guayaquil
El encuentro de Guayaquil es una película de Argentina estrenada el 7 de julio de 2016 dirigida por Nicolás Capelli y protagonizada por Pablo Echarri y Anderson Ballesteros que narra una ficción sobre la entrevista que mantuvieron José de San Martín y Simón Bolívar en la ciudad ecuatoriana de Guayaquil, el 26 de julio de 1822.

## Argumento
Historia sobre el encuentro entre José de San Martín y Simón Bolívar en Guayaquil. Sin recursos suficientes para revertir la situación militar del Perú, San Martín vio cómo se debilitaba su posición política en Lima. Recurre a Bolívar que tenía un fuerte respaldo político y militar. Se entrevistaron el 26 de julio de 1822. Luego de aquella entrevista, San Martín renunció a todos sus cargos.

## Reparto
- Pablo Echarri como José de San Martín.
- Anderson Ballesteros como Simón Bolívar.
- Juan Palomino
- Luciano Castro
- Naiara Awada
- Emme
- Arturo Bonín
- Eva De Dominici como Jesusa.